# Diego Páez
Diego Danilo Páez Abril, noto semplicemente come Diego Páez (Bogotà, 12 aprile 2000), è un calciatore colombiano, difensore del Tigres FC in prestito dal La Equidad.

## Carriera
Cresciuto nel settore giovanile dei Millonarios, nel 2021 si trasferisce a titolo definitivo in Uruguay al Dep. Maldonado. Debutta in prima squadra il 24 giugno 2021 in occasione dell'incontro di Primera División Profesional de Uruguay pareggiato 1-1 contro il Progreso.
Nel 2023 si trasferisce al La Equidad, club della prima divisione colombiana.

## Statistiche

### Presenze e reti nei club
Statistiche aggiornate al 25 ottobre 2021.
| Stagione        | Squadra         | Campionato      | Campionato | Campionato | Coppe nazionali | Coppe nazionali | Coppe nazionali | Coppe continentali | Coppe continentali | Coppe continentali | Altre coppe | Altre coppe | Altre coppe | Totale | Totale |
| Stagione        | Squadra         | Comp            | Pres       | Reti       | Comp            | Pres            | Reti            | Comp               | Pres               | Reti               | Comp        | Pres        | Reti        | Pres   | Reti   |
| --------------- | --------------- | --------------- | ---------- | ---------- | --------------- | --------------- | --------------- | ------------------ | ------------------ | ------------------ | ----------- | ----------- | ----------- | ------ | ------ |
| 2021            | Dep. Maldonado  | PD              | 4          | 0          |                 | -               | -               |                    | -                  | -                  |             | -           | -           | 4      | 0      |
| Totale carriera | Totale carriera | Totale carriera | 4          | 0          |                 | -               | -               |                    | -                  | -                  |             | -           | -           | 4      | 0      |